# Sân bay quốc tế Saipan
Sân bay quốc tế Saipan (IATA: SPN, ICAO: PGSN, FAA LID: GSN), còn được gọi là Sân bay quốc tế C. Ada /Francisco Saipan, là một sân bay công cộng nằm trên đảo Saipan ở Thịnh vượng chung Quần đảo Bắc Mariana Hoa Kỳ. Sân bay này thuộc sở hữu của Cảng vụ Thịnh vượng chung. 
Mặc dù hầu hết các sân bay của Mỹ sử dụng cùng ba chữ nhận dạng vị trí cho FAA và IATA, sân bay quốc tế Saipan được gán GSN của FAA và SPN của IATA (trong đó giao GSN đến Mount Gunson, South Australia, Australia). 

## Hãng hàng không và điểm đến
| Hãng hàng không              | Các điểm đến                                       |
| ---------------------------- | -------------------------------------------------- |
| Aeroflot vận hành bởi Aurora | Thuê chuyến: Vladivostok                           |
| Asiana Airlines              | Busan, Seoul-Incheon Theo mùa: Osaka-Kansai        |
| China Eastern Airlines       | Bắc King-Thủ đô Thuê chuyến: Thượng Hải-Phố Đông   |
| Condor                       | Frankfurt , Yangon                                 |
| Delta Air Lines              | Tokyo-Narita Seasonal: Nagoya-Centrair             |
| Dynamic Airways              | Thuê chuyến: Hàng Châu, Thiên Tân, Vũ Hán          |
| Jeju Air                     | Seoul-Incheon                                      |
| Sichuan Airlines             | Thuê chuyến: Thành Đô, Quảng Châu, Shanghai-Pudong |
| United Express               | Guam, Rota                                         |
| Yakutia Airlines             | Thuê chuyến: Khabarovsk                            |